# Вороново (Кожевниковский район)
Во́роново — село в Кожевниковском районе Томской области России. Административный центр Вороновского сельского поселения. Расположено на протоке Симан реки Обь, в 32 км от районного центра — села Кожевниково.

## История
Основано по одним источникам в 1600 году, по другим - в 1682 году. В конце XIX - начале XX века числилось в Уртамской волости Томского уезда. На 1929 год — в Вороновском районе Томского округа Западно-Сибирского края.
С 1898 по 1925 годы Вороново — Волостной центр Вороновской волости. В селе были устроены воскобойня, маслобойни И. В. Березовского, Д. М. Непомнящих, А. Ф. Уткина, кожевенный завод Фальковского. У Р. М. Непомнящего и А. А. Тарасова также были лавки мануфактурных, мелочных и колониальных товаров. В 1902 г. открылась пивная лавка Р. И. Крюгера. Построенная в 1905 г. паровая 4-этажная мельница А. А. Тарасова являлась памятником истории и архитектуры. Мельница действовала до 2003 года, сгорела 3 августа 2016 года.

## Население
| 2002 | 2010  | 2012  | 2013  | 2014  | 2015  | 2021  |
| ---- | ----- | ----- | ----- | ----- | ----- | ----- |
| 1329 | ↘1188 | ↗1195 | ↗1224 | ↗1227 | ↘1196 | ↘1118 |

## Инфраструктура
Улицы: 2 Пятилетка, Большая Подгорная, Заозёрная, Карла Маркса, Колхозная, Комсомольская, Крестьянская, Ленинская, Малая Подгорная,
Набережная, Первомайская, Пролетарская, Симанская, Советская, Уткина. Переулки: Заозёрный, Кооперативный, Первомайский. Почтовый индекс 636171.

## Экономика
Основное предприятие — ООО «Вороновское» АК «Томские мельницы».

## Люди, связанные с селом
- Вербанов, Иван Григорьевич (1920—1974) — участник Великой Отечественной войны, полный кавалер ордена Славы.
- Макушин, Юрий Андреевич (род. 1935) — украинский скульптор, заслуженный художник Украины.

## Фотогалерея

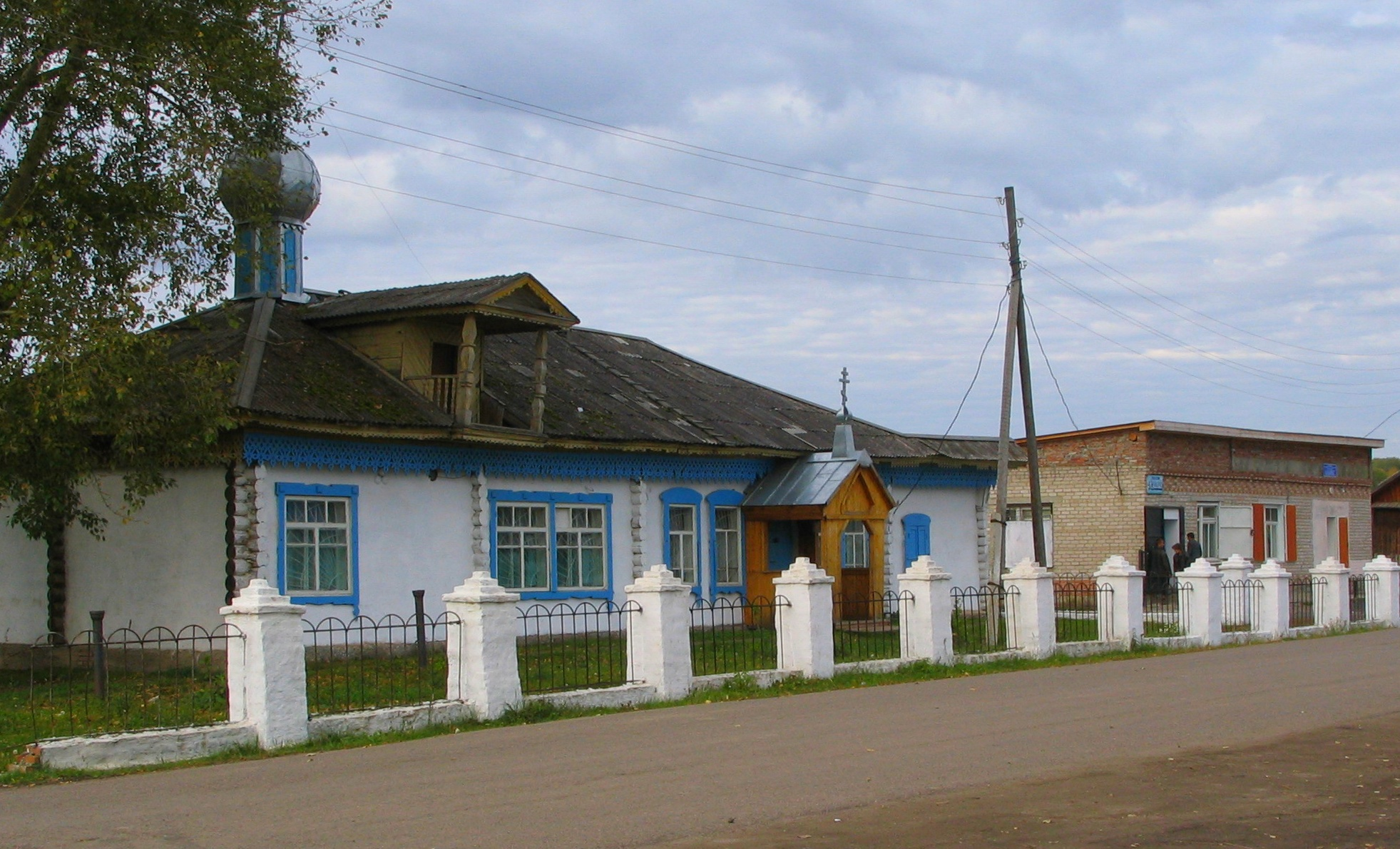
Церковь и магазин в Вороново
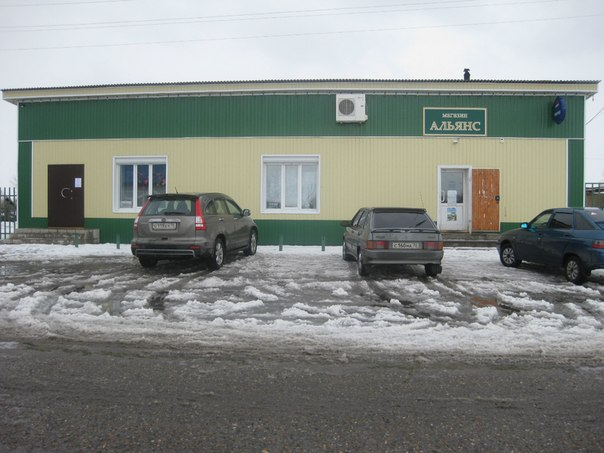
Магазин в Вороново
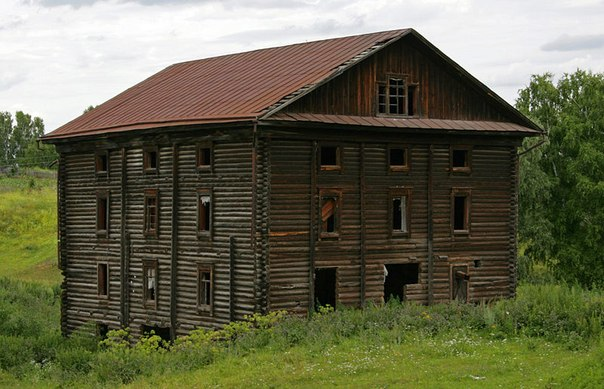
Вороновская мельница — самое крупное деревянное сооружение в Томской области. Сгорела 03.08.2016.
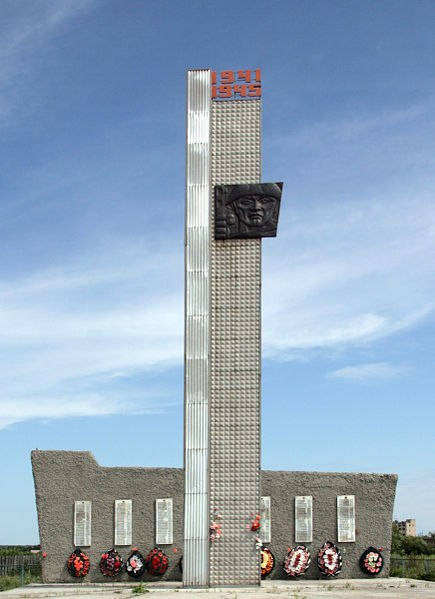
Памятник погибшим в Великой Отечественной войне
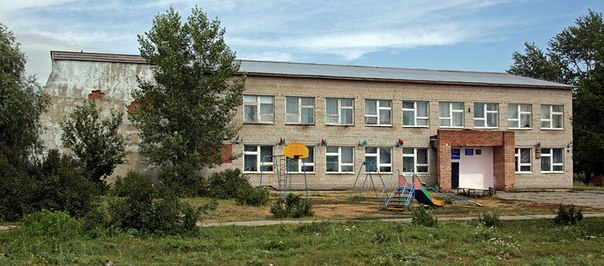
Дом культуры, сельская администрация и амбулатория
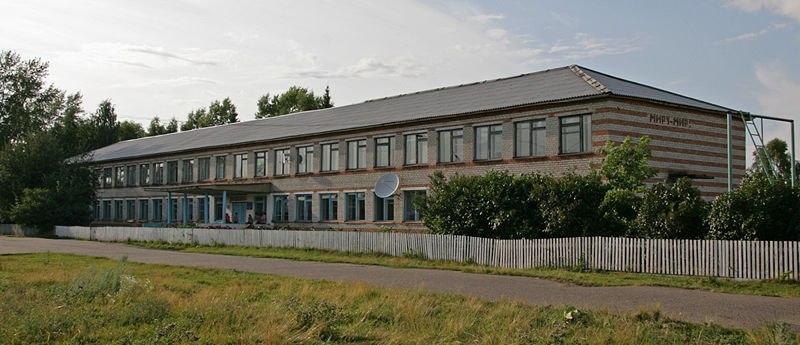
Вороновская Школа
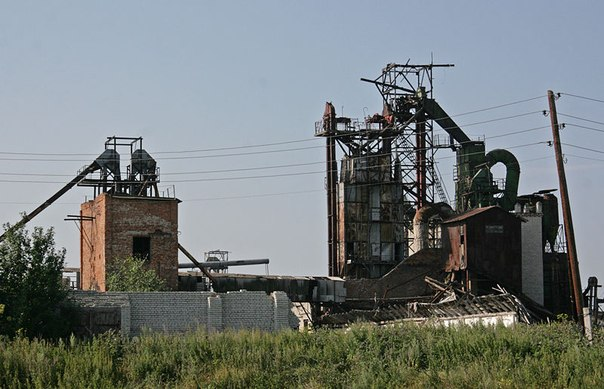
Сельскохозяйственное предприятие